# جون سميث (سياسي أمريكي، مواليد 1973)
جون سميث (بالإنجليزية: John Smith)‏ هو سياسي أمريكي، ولد في 27 مارس 1973. نشط حزبياً في الحزب الجمهوري. وقد انتخب عضو مجلس ولاية واشنطن.